# Iron Maiden (албум)
Iron Maiden је први албум британске хеви метал групе Ајрон Мејден, пуштен у продају 14. априла 1980. Био им је то први цео албум. Досегнуо је 4. место на британској топ-листи.
Пет месеци касније албум је издан у САД-у од Харвест/Харвест Капитал, а недуго затим од Колумбија Рекордс у САД са песмом Sanctuary, која је у УК-у била објављена само
као сингл, додана у листу песама. Године 1998. албум је био реиздан заједно са осталима пре албума
X-factor.
Био је то једини албум чији је продуцент био Вил Малоне, који је имао недостатак занимања за пројект и допустио је бенду да снима већину албума сам. Бенд (посебно Стив Харис) је критиковао
квалитет продукције, али много фанова воле неуредан звук (скоро као пунк) у тим песмама. То је био
једини албум у којем је свирао гитариста Денис Стратон, који је напустио бенд кратко време пре него што је албум објављен. Недуго затим заменио га је Адријан Смит. "Transylvania" је добро позната инструментална песма коју је написао оснивач и басист Стив Харис. Песму је касније
извела група Ајсед Ерт на албуму Horror Show. 

## Списак песама издања за Уједињено Краљевство
1. (Стив Харис) – 3:52
2. (Пол Ди'Ано, Харис) – 5:25
3. (Ди'Ано, Харис) – 3:14
4. (Харис) – 7:05
5. (Харис) – 4:06
6. (Харис) – 5:40
7. (Дејв Мари) – 4:10
8. (Харис) – 3:31

## Списак песама издања за САД
1. (Стив Харис) – 3:52
2. (Пол Ди'Ано, Харис) – 5:25
3. (Ди'Ано, Харис) – 3:14
4. (Харис) – 7:05
5. (Харис) – 4:06
6. (Харис) – 5:40
7. (Ди'Ано, Харис, Мари) – 3:12
8. (Мареј) – 4:10
9. (Харис) – 3:31

## Извођачи
- Пол Диано – певач
- Дејв Мари – гитара
- Адријан Смит – гитара
- Стив Харис – бас-гитара, вокали
- Клајв Бер – бубњеви